# Čech a Němec
Čech a Němec (littéralement en français Tchèque et Allemand) est une comédie écrite par Jan Nepomuk Štěpánek en 1816.
En 1936 , le Club des propriétaires de théâtres tchèques et allemands (Klub der tschechischen und deutschen Bühnenangehörigen) choisit cette pièce comme témoignage de la coopération culturelle tchéco-allemande en Tchécoslovaquie. Sa production bilingue, mettant en vedette des acteurs tchèques et allemands, est jouée quatre fois au Théâtre des États et au Neues Deutsches Theater (cs),.

## Résumé
Pièce bilingue, elle met en scène des personnages qui ne se comprennent pas, en partie ou complètement. Certains ne parlent que tchèque (la servante Dorotka, le meunier), d'autres seulement allemand (Jirka et la servante Ančička), d'autres encore parlent peu, ou bien, les deux langues (le Juif Aron Bouchem, la fille du meunier Kačenka, l'intendant du domaine). Les nationalités des personnages sont triples : la famille du riche meunier et de l'étudiant Javorník est tchèque, mais le palefrenier Jirka (Görge) et la servante Ančička (Ännchen) sont allemands. Aron Bouchem est juif.
Kačenka, la fille du meunier, reçoit la visite d'un intendant odieux qui convoite secrètement sa dot, car il a détourné l'argent du seigneur. Cependant, Kačenka refuse de le voir. L'intendant entraîne Aron, un Juif en qui le meunier tchèque a confiance, à voler l'argent du moulin. Aron y parvient, mais il perd l'argent lors d'une tempête en forêt. Il est retrouvé par un étudiant, Javorník, perdu et cherchant un endroit où loger au moulin. Il y rencontre Kačenka et ils tombent amoureux. Un caporal se rend au moulin pour arrêter l'intendant s'il ne rend pas l'argent détourné avant le lendemain.
L'Allemand Jirka, caché sous le foin par la servante Dorotka, surprend par hasard une conversation (en allemand) entre Aron et le gérant. Ce dernier réclame l'argent volé et Aron raconte comment il l'a perdu. Jirka veut dire au meunier qui lui a volé l'argent, mais le meunier ne le comprend pas. Il croit que l'étudiant Javorník est le voleur, ce qui est confirmé lorsqu'il le surprend avec sa fille Kačenka. Javorník finit par raconter au meunier ce qui s'est passé et lui demande la main de Kačenka.
La pièce se termine bien pour tous : Javorník épouse Kačenka, Jirka Ančička, Dorotka, la servante de l'intendant. Le généreux meunier prend à sa merci le Juif et l'intendant. Il piège même ce dernier pour pouvoir rembourser sa dette, ce qui lui épargne finalement la prison.